# 府中北市民病院
府中北市民病院（ふちゅうきたしみんびょういん）は、広島県府中市にある医療機関。

## 沿革
- 1943年 - 国保上下病院として開設。
- 2004年 - 上下町の府中市への合併に伴い府中市立府中北市民病院に名称を変更。
- 2012年 - 地方独立行政法人府中市病院機構府中北市民病院に組織変更
- 2014年 - 療養病棟廃止。一般病棟60床へ変更
- 2018年 - 一般病床廃止　地域包括ケア病棟60床へ変更

## 診療科
- 内科
- 小児科
- 外科
- 整形外科
- 婦人科
- 皮膚科
- 泌尿器科
- 耳鼻咽喉科
- リハビリテーション科
- 眼科

## 交通アクセス
- JR福塩線上下駅より徒歩約5分。